# Otto Walcha
Otto Walcha (* 6. August 1901 in Riesa; † 25. Mai 1968 in Meißen) war ein deutscher Maler, Schriftsteller und Archivar. Überregionale Bekanntheit erhielt er durch sein 1973 im Verlag der Kunst erschienenes Werk Meissner Porzellan.

## Leben
Walcha war der Sohn des promovierten Stadt- und Schularztes Martin Walcha aus Riesa. Seine Schulbildung erhielt er an der Volksschule in Riesa und am Realgymnasium in Meißen. An der Technischen Hochschule und Akademie für angewandte Kunst in Dresden studierte er Kunstwissenschaften, Literatur, Philosophie und Psychologie. 1924 legte er die Staatsprüfung für das kunstpädagogische Lehramt an höhere Lehranstalten ab. Im Anschluss daran wirkte er als Kunsterzieher am Franciscaneum und danach an der Fürstenschule St. Afra in Meißen. Das Adressbuch verzeichnete ihn 1939 als „akad. geb. Zeichenlehrer“ mit der Adresse Kalkberg 66.
In seiner Freizeit war Walcha als Kunstmaler tätig und schuf zahlreiche Werke, die er auch öffentlich ausstellte. Ferner bemalte er Keramik. Als Maler wurde er in den Vorstand des Meißner Kunstvereins berufen.
In der Zeit des Nationalsozialismus war Walcha obligatorisch Mitglied der Reichskammer der bildenden Künste. Es ist für diese Zeit aber lediglich 1936 seine Teilnahme an der Kunstausstellung Dresden bekannt. 1940 trat er der NSDAP bei. Von 1943 bis 1945 nahm er als Wehrmachtssoldat am Zweiten Weltkrieg teil und geriet in sowjetische   Kriegsgefangenschaft.
1946 nach Meißen zurückkehrt, machte er sich als Maler und Schriftsteller selbstständig. 1951 hatte Walcha in Meißen eine Einzelausstellung. Ab 1957 war er auch freier Mitarbeiter der Porzellanmanufaktur Meißen und kümmerte sich um das dortige Betriebsarchiv. Hier hatte es ihm besonders die Geschichte des wandernden Arkanisten Christoph Conrad Hunger angetan, über den er 1958 in der Schweiz publizierte.
Zu seinen Wirkungsstätten als Künstler zählte auch das Schloss Scharfenberg.
Der wissenschaftliche Nachlass von Walcha wird in der Sächsischen Landesbibliothek – Staats- und Universitätsbibliothek Dresden aufbewahrt.

## Ehrungen
- 1957 Kunstpreis der Stadt Meißen

## Werke (Auswahl)

### Malerei
- Leinewebergasse im Winter (um 1950, Öl, 38 × 37 cm; Stadtmuseum Meißen, Inv. 54/56)[4]

- Winterlandschaft mit totem Baum (um 1952, Öl auf Hartfaserplatte, 47 × 58 cm; Galerie Neue Meister Dresden, Gal.-Nr. 3897)[5]

### Publikationen
- Meissner Porzellan. Von den Anfängen bis zur Gegenwart. Dresden 1973, Verlag der Kunst (8. Auflage 1986).
- Das Kloster zum Heiligen Kreuz bei Meißen. In: Sächsische Heimatblätter. 18. Jahrgang, 1972, Heft 1, ISSN 0486-8234, S. 23–24.
- Kleine Chronik der frühen Meißner Blaumalerei. In: Keramos, 1970, Heft 47, S. 28–34.
- Albrechtsburg und Dom zu Meissen. Seemann, Leipzig 1966.
- Rivalen : die Lebenschronik des Bergknappen und Arkanisten Samuel Stöltzel. Buchverlag Der Morgen, Berlin 1963.
- Meißner Kunstpreis 1961 – Elfriede Reichel-Drechsler. In: Meissner Heimat, 7. Jahrgang, 1961, Dezember-Heft, S. 5–7.
- Der gute Tag des Johann Friedrich Eberlein. In: Meissner Heimat, 6. Jahrgang, 1960, Heft 3, S. 1–5.
- Höroldts erstes Arbeitsjahr in Meissen. In: Mitteilungsblatt/Keramik-Freunde der Schweiz, 1959, Heft 47, S. 28–31.
- Der Scharfenberger Bergknappe Samuel Stöltzel: ein Beitrag zur Geschichte des Meißner Arkanums, Bd. 4. In: Meissner Heimat, 4. Jahrgang 1958, Heft 3, S. 4–7.
- Zum 70. Geburtstag Prof. Paul Börners. In: Meissner Heimat,  4. Jahrgang, 1958, S. 2–5.
- Das Batzdorfer „Totenhäuschen“. In: Meissner Heimat, 3. Jahrgang, 1957, Heft 8, S. 1–3.
- Ferdinand v. Rayski in unserer Meissner Heimat: zur 150. Wiederkehr seines Geburtstages am 24. Oktober 1956. In: Meissner Heimat,  2. Jahrgang, 1956, Heft 10, S. 13–15.
- Gerhard Schiffner. In: Meissner Heimat,  2. Jahrgang, 1956, Heft 4, S. 10–12.
- Rund um den Turm von Scharfenberg. In: Meissner Heimat, 1. Jahrgang, 1955, Heft 9, S. 7–9.
- Über Altenkirchs Malweise. In: Meissner Heimat, 1. Jahrgang, 1955, S. 3.
- Die steinerne Glocke: eine Erzählung über den Baumeister der Frauenkirche. Evangelische Verlagsanstalt, Leipzig 1955.